# Фінале-Лігуре
Фінале-Лігуре, Фінале-Ліґуре (італ. Finale Ligure, ліг. O Finâ) — муніципалітет в Італії, у регіоні Лігурія, провінція Савона.
Фінале-Лігуре розташоване на відстані близько 420 км на північний захід від Рима, 55 км на південний захід від Генуї, 19 км на південний захід від Савони.
Населення — 11 867 осіб (2014).

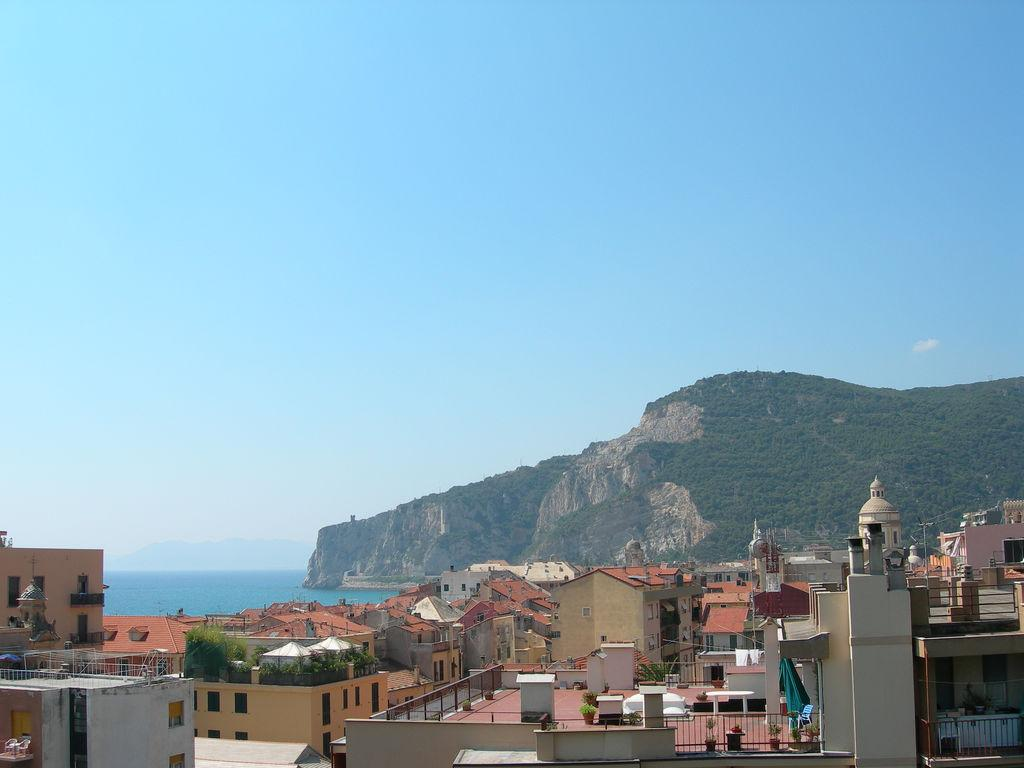

Щорічний фестиваль відбувається 24 червня. Покровитель — святий Іван Хреститель.

## Демографія
Населення за роками:

Станом на 1 січня 2023 року в муніципалітеті офіційно проживало 855 іноземців з 62 країн, серед них 157 громадян країн Євросоюзу та 22 громадяни України.

## Персоналії
- Ренато Кастеллані (1913—1985) — італійський кінорежисер і сценарист.

## Сусідні муніципалітети
- Борджо-Верецці
- Каліче-Лігуре
- Нолі
- Орко-Фельїно
- Тово-Сан-Джакомо
- Вецці-Портіо